# Cannington, Western Australia
Cannington är en del av en befolkad plats i Australien. Den ligger i kommunen Canning och delstaten Western Australia, omkring 11 kilometer sydost om delstatshuvudstaden Perth.
Runt Cannington är det tätbefolkat, med 459 invånare per kvadratkilometer.. Närmaste större samhälle är Perth, omkring 11 kilometer nordväst om Cannington. 
I omgivningarna runt Cannington växer huvudsakligen savannskog. Genomsnittlig årsnederbörd är 951 millimeter. Den regnigaste månaden är september, med i genomsnitt 168 mm nederbörd, och den torraste är februari, med 12 mm nederbörd.